# 拉德默尔
拉德默尔或拉德默是奥地利施蒂利亚州莱奥本县的一个村庄。总面积82.42平方公里，总人口511人，人口密度6.2人/平方公里（2021年）。